# 南アンダマン島

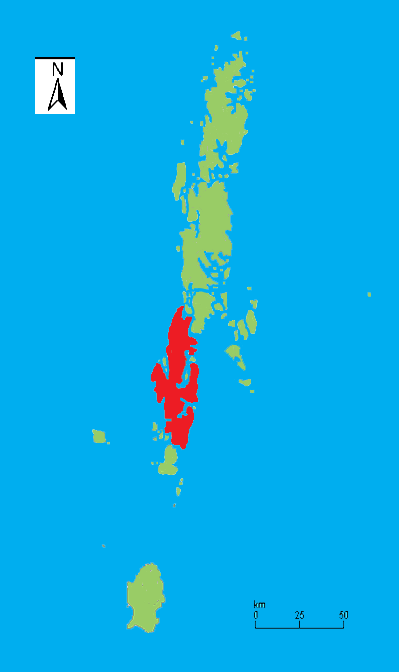
アンダマン諸島の地図。南部の赤色で示す島が南アンダマン島。

南アンダマン島（みなみアンダマンとう、英: South Andaman Island）は、アンダマン諸島南部の島。人口は2011年時点で209,602人であり、アンダマン諸島の人口の大部分を占める。面積は1,262k㎡で諸島で3番目に大きい島。中心地は島の南東岸にあるポートブレア。
約20万人の島民のうち大半はインド系の移民であり、先住民族は2553人に過ぎない。島内の一部は先住民族の保護区になっており、立ち入るには自治大臣が発行する通行許可証が必要となる。2004年のスマトラ島沖地震では、近隣の島と同じく多数の死者を出した。